# Fredericia Lokalhistorisk Arkiv
Fredericia Lokalhistorisk Arkiv er et dansk lokalhistorisk arkiv i Fredericia, arkivet dækker Fredericia Kommunes geografiske område og blev grundlagt i 1973.